# 武州县
武州县，中国古代县名。
武州县亦作武周县，西汉时在今山西省左云县西南20公里东古城村置武州县，属雁门郡。新朝王莽改名桓州县。东汉沿袭，迁治今山西省偏关县东北八十四里贾堡村。有武州塞，为边防要地。东汉末废。北魏复置，后废。在今山西省大同市西武州山，即今云冈石窟所在地。北魏太和四年（480年）、太和六年（482年）、太和七年（483年），魏孝文帝幸武州山石窟寺。。 